# Ginter Fryderyk Karol II Schwarzburg-Sondershausen
Ginter Fryderyk Karol II Schwarzburg-Sondershausen (niem. Günther Friedrich Carl II. von Schwarzburg-Sondershausen, ur. 24 września 1801 w Sondershausen; zm. 15 września 1889 w Sondershausen) – książę Schwarzburg-Sondershausen w latach 1835-1880.

## Życiorys
Ginter przyszedł na świat w 1801 jako pierwszy syn Gintera Fryderyka Karola I Schwarzburg-Sondershausen i Karoliny von Schwarzburg-Rudolstadt. Na jego wychowanie duży wywarła miała matka. W latach jego młodości odbywała z synem wiele podróży zagranicznych i wychowywała Gintera na światłego i postępowo myślącego człowieka. Odziedziczył po swoim sędziwym ojcu w dniu 19 sierpnia 1835 roku urząd panującego księcia von Schwarzburg-Sondershausen, małe państewko obejmujące ok. 900 km², w skład którego wchodziła jedna część terytorium w północnej i druga w południowej Turyngii. Jego ojciec umarł w roku 1837.
Parę lat po objęciu urzędu książę przeprowadza reformy w państwie. Pierwszą decyzją było przystąpienie księstwa w roku 1835 do Niemieckiego Związku Celnego. Następnym krokiem Gintera było nadanie nowej konstytucji, co nastąpiło w dniu jego 40. urodzin, 24 września 1841 roku. Konsekwencją wprowadzenia nowej konstytucji było przeprowadzenie w dniu 7 września 1843 roku pierwszych w Sondershausen obrad landtagu. Jednakże w okresie rewolucji 1848 również i w Schwarzburg-Sondershausen doszło do rozruchów rewolucyjnych.
Dotknęły one przede wszystkim obydwu większych miast kraju (Arnstadt i Sondershausen), ale też i mniejszych, będących siedzibą urzędów Gehren oraz Ebeleben, co pociągnęło za sobą zajęcie kraju przez oddziały pruskie (Unterherrschaft – płn. część księstwa) oraz sasko-turyngeńskie (Oberherrschaft – pd. część księstwa) w celu zaprowadzenia porządku. 12 grudnia 1849 roku, będąc skutkiem rewolucji, weszła w życie nowa, liberalna konstytucja, która ograniczała prawa księcia. Nie obowiązywała jednak zbyt długo, bo już 8 lipca 1857 została zrewidowana, czego konsekwencją było przywrócenie w znacznej mierze starego porządku. Wraz z postępującym wiekiem poglądy księcia stawały się coraz bardziej konserwatywne.
W przeprowadzonym w 1866 roku głosowaniu w bundestagu, Schwarzburg-Sondershausen sprzeciwił się żądaniom Austrii, chcącej ogłosić powszechną mobilizację przeciw Prusom, skutkiem tego było przystąpienie do Związku Północnoniemieckiego. W ten sposób popadał pod zwierzchnictwo militarne Prus, chociaż de facto i tak już wcześniej do nich należało. W dniu 18 stycznia 1871 księstwo Schwarzburg-Sondershausen przystępuje do Rzeszy Niemieckiej. W uroczystościach w Wersalu książę nie brał udziału. Rozwój gospodarczy oraz uprzemysłowienie księstwa nastąpiło za czasów panowania Gintera Fryderyka Karola. Pierwsza linia kolejowa połączyła w 1867 Arnstadt z Erfurtem, a w roku 1869 osiągnęła także stolicę Sondershausen, dalej łącząc się na południu z Erfurtem, a północy z Nordhausen.
Budowa kolei żelaznej oraz industrializacja powodują powszechne ożywienie gospodarcze w Schwarzburg-Sondershausen. Będąc jednym z biedniejszych państw agrarnych, przeobraża się powoli w przynajmniej częściowo zindustrializowaną społeczność, należąc jednakże do najbardziej zacofanych obszarów Turyngii. Odnosi się to głównie do północnej części, tzw. “Unterherrschaft”. Dzisiaj ten region należy do okręgu Kyffhäuserkreis i pozostaje, tak jak dawniej najsłabiej rozwiniętym gospodarczo okręgiem Turyngii. W związku z zaawansowanym wiekiem i łączącej się z tym choroby wzroku, w dniu 17 lipca 1880 książę przekazał swój urząd synowi Karolowi Ginterowi. Zmarł 15 września 1889 w Sondershausen.

## Małżeństwa i rodzina
Ginter Fryderyk Karol był dwa razy żonaty. Swoją pierwszą żonę Marię von Schwarzburg-Rudolstadt poślubił w 1827 roku. Maria zmarła sześć lat później. Para doczekała się czworga dzieci:
- Ginter Fryderyk Karol Aleksander (1828–1833),
- Elżbieta Karolina Luiza (1829–1893),
- Karol Ginter (1830–1909),
- Leopold (1832–1906).

Drugi raz książę ożenił się z Matyldą Hohenlohe-Öhringen, jednak w roku 1852 doszło do rozwodu. Z tego związku miał książę dwoje dzieci:
- Maria Paulina (1837–1921),
- Ginter Fryderyk Karol (1839–1871).